# Michael Stipe

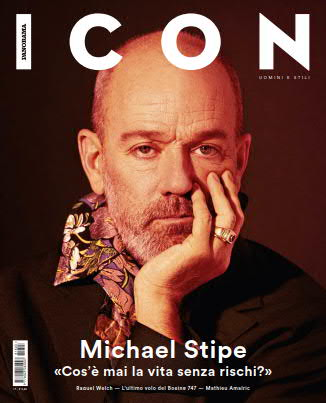
Michael Stipe dans Icon, mars 2018

John Michael Stipe, né le 4 janvier 1960 à Decatur, Géorgie (États-Unis), plus connu sous le nom de Michael Stipe, est le chanteur et parolier du groupe de rock américain R.E.M.. Il en est, avec Peter Buck, Mike Mills et Bill Berry, un des fondateurs.
Il est également producteur de cinéma. Ses productions les plus notables sont Velvet Goldmine en 1998 et Dans la peau de John Malkovich l'année suivante. Sensible à la cause animale, Michael Stipe est végétarien et s'est engagé aux côtés de la PETA.

## Biographie
Fils de militaire, il voyagea au gré des affectations de son père. Artiste engagé, il s'investit contre la réélection de George W. Bush et en faveur de la campagne de John Kerry avec son groupe R.E.M. Ainsi, en octobre 2004, à la veille des élections américaines, R.E.M. participe à la tournée Vote for change aux côtés d'artistes tels que Bruce Springsteen ou Bright Eyes.
Passionné de photographie, il a contribué à l'élaboration de pochettes de disques de R.E.M.
Il est également le parrain de Frances Bean Cobain, la fille de Kurt Cobain, le chanteur du groupe Nirvana, et de Courtney Love, la chanteuse du groupe Hole.

## Filmographie

### comme producteur
- 1998 : Velvet Goldmine
- 1999 : American Movie
- 1999 : Dans la peau de John Malkovich (Being John Malkovich)
- 1999 : Spring Forward
- 1999 : Olive, the Other Reindeer (TV)
- 2000 : Our Song
- 2001 : Stranger Inside (TV)
- 2001 : The Sleepy Time Gal
- 2001 : Bonheur es-tu là? (Thirteen Conversations About One Thing)
- 2004 : Everyday People
- 2004 : Saved!
- 2005 : Room (en)
- 2005 : Johnny Berlin
- 2006 : In the Sun: Michael Stipe and Special Guests (TV)

### comme réalisateur
- 1999 : Olive, the Other Reindeer (TV) : Schnitzel (voix)
- 1990 : Tourfilm: R.E.M. (vidéo)
- 2001 : Stop for a Minute (série télévisée)

### comme acteur
- 1988 : Arena Brains : The Watcher
- 1996 : Color of a Brisk and Leaping Day : Skeeter

### comme compositeur
- 1999 : Man on the Moon

## Vie privée
Michael Stipe se définit lui-même comme un « artiste queer ».